# 日本繊維経済研究所
財団法人日本繊維経済研究所（ざいだんほうじんにほんせんいけいざいけんきゅうしょ）は、繊維工業関係の産業・市場関連の公益法人。
1948年7月20日に創立された。
「繊研新聞」や「繊維ニュース」の発行各社の母体とされる。
同研究所が発行していた「月刊繊維」編集部に作家の水上勉や江崎誠致、水上と虹書房で雑誌「新文芸」を発行していた山岸一夫が在籍したこと、同研究所の課長だった人物が引き起こしたとされる取り込み詐欺事件の関連で、報道やそれを題材にした小説（水上勉「霧と影」）などの刊行によって、同研究所の名前が知られる。ただし、同研究所そのものが直接事件に関与した資料は確認されていない。
現在は、財団法人出版文化産業振興財団のサイトのリンク集「出版業界イエローページ」にその名称と大阪市中央区に多い局番の電話番号が掲載されている。

## 概要
水上勉や江崎誠致が編集を担当していたとされる「月刊繊維」は、国立国会図書館に4巻1号（1952年1月号）から7巻6号（1955年7月号）がマイクロ資料として所蔵されている。
同時期の同研究所の発行物としては、1949年の発行が確認されている旬刊の『繊維ニュース解説』があり、1949年4月から同年10月分までプランゲ文庫として、国立国会図書館に所蔵されている。
1951年には、商工省の化学工業調査室員をしていた内田星美（産業考古学会創設者のひとり、東京経済大学名誉教授〕が入所している。
1953年から1956年にかけて、水上勉が在籍し、その当時、同研究所の事務所は、日本橋人形町にあったとされる。

## 派生した企業の動向
1950年4月、同研究所が大阪に関西総局を設け、「繊研相場速報」を発刊するようになった。
1954年8月、かつての日本繊維経済研究所関西総局から分離して、「大阪繊維研究社」が設立。
同月、東京でも1950年のレッドパージで全労連幹事・全逓役員を追放されて同研究所に入所し、課長を務めていた人物によって「株式会社繊研事業部」なる会社が設立される。
1956年2月、「大阪繊維研究社」とは別に同研究所を母体とする「繊研新聞社」設立。
1956年5月、警視庁捜査二課と久松警察署が「株式会社繊研事業部」の取込み詐欺容疑事件を捜査するが、同研究所や他の派生企業は事業を継続している。

## 出版物
1962年、同研究所として単行本『繊維工業のオートメーション』を刊行。
1970年から1990年代の末にかけて、同研究所の編纂による『日本のショッピングセンター』、『日本のスーパーチェーン』、『日本の百貨店』、『日本の商業地図』、『日本の専門店チェーン』、『大型店マーケットシェアー年鑑』、『日本のショッピングセンター』、『日本のコンビニエンスストアチェーン』、『スーパーの業態開発と市場創造』、『日本のインショップチェーン』、『日本のホームセンターチェーン』などの年鑑や書籍を刊行した。
なお、同研究所との関係は不明だが、1947年5月から1949年10月にかけて、「日本繊維経済新聞社」（大阪・豊中）あるいは「繊維経済新聞社」（東京、愛知・豊橋）なる名称の発行元が『日本繊維経済新聞社』または『繊維経済新聞』といった新聞を発行していたことが国会図書館の所蔵マイクロ資料によって確認できる。